# TAP 익스프레스의 운항 노선
2017년 1월 기준, TAP 익스프레스는 다음과 같은 노선을 운항중이다.

## 운항 노선

### 아프리카

#### 북아프리카
- 모로코
  - 카사블랑카 - 모하메드 V 국제공항
  - 마라케시 - 마라케시 메나라 공항
  - 탕헤르 - 탕헤르 이븐 바투타 공항
- 알제리
  - 알제 - 우아리 부메디엔 국제공항

### 유럽

#### 서유럽
- 영국
  - 런던 - 런던 개트윅 국제공항
  - 맨체스터 - 맨체스터 공항
- 프랑스
  - 파리 - 파리 오를리 공항
  - 리옹 - 생텍쥐페리 국제공항
  - 니스 - 니스 코트다쥐르 공항
  - 보르도 - 보르도 메리냑 공항
  - 툴루즈 - 툴루즈 블라냑 공항
- 네덜란드
  - 암스테르담 - 암스테르담 스키폴 국제공항
- 룩셈부르크
  - 룩셈부르크 시티 - 룩셈부르크 핀델 국제공항
- 벨기에
  - 브뤼셀 - 브뤼셀 국제공항

#### 남유럽
- 스페인
  - 마드리드 - 마드리드 바하라스 국제공항
  - 바르셀로나 - 바르셀로나 엘프라트 국제공항
  - 라코루냐 - 라코루냐 공항
  - 말라가 - 말라가 공항
  - 발렌시아 - 발렌시아 공항
  - 비고 - 비고 공항
  - 빌바오 - 빌바오 공항
  - 세비야 - 세비야 공항
  - 아스투리아스 - 아스투리아스 공항
- 이탈리아
  - 로마 - 레오나르도 다 빈치 국제공항
- 포르투갈
  - 리스본 - 리스본 포르텔라 국제공항 허브
  - 포르투 - 프란시스쿠 데 사 카르네이루 공항
  - 푼샬 - 푼샬 마데이라 공항